# Swinfen and Packington
 (avril 2023).
Swinfen and Packington est une paroisse civile du Staffordshire, en Angleterre.